# João Ferreira dos Santos Silva
João Ferreira dos Santos Silva (Porto, 5 de novembro de 1799 - ?, 5 de dezembro de 1858) foi um nobre português.
Era filho único de outro João Ferreira dos Santos Silva (natural da freguesia de Lordelo do Ouro) e de D. Maria Tomásia Narcisa Ferreira que, a 23 de janeiro de 1830, moravam na freguesia da Sé da cidade do Porto.
Recebeu o título de Barão de Santos da rainha D. Maria II (sendo que tal título já existia com os antepassados do atual Barão de Araújo dos santos, João Paulo de Araújo dos Santos) , em 1850.
Também pertenceu ao Conselho de Sua Majestade Fidelíssima e foi Cônsul na Bélgica, além de vice-presidente da Associação Comercial do Porto.
Em 1885, recebeu a Comenda da Ordem de Nossa Senhora da Conceição de Vila Viçosa.
Casou-se em 1826 com D. Carolina Augusta de La Roque (Silva, pelo casamento) natural da freguesia de São Nicolau, e deste casamento resultaram os filhos seguintes:
- João Ferreira dos Santos Silva Júnior, 2º Barão de Santos.
- D. Américo Ferreira dos Santos Silva, cardeal-bispo do Porto.
- Carlos Ferreira dos Santos Silva
- Geraldo Ferreira dos Santos Silva, 1º Barão de Ferreira dos Santos.
- Elisa Ferreira dos Santos Silva
- (João Ferreira dos Santos Silva ) e de D. Carolina Augusta de La Roque (Silva) , casados em 1826 e moradores na freguesia de Massarelos em 1830